# Аргантоній
Аргантоній (дав.-гр. ᾽Αργανθώνιος) — цар стародавнього міста і держави Тартесс, який правив близько 630-550 років до н. е.
За даними Геродота посів престол у 40-річному віці і правив 80 років. Цілком можливо, що існували кілька царів з цим іменем, що згодом злилися в уяви давніх греків в одну особу.
Відомо, що Аргантоній дуже приязно зустрів фокейців, які прибули до Тартесса, встановив з ними союз і навіть пропонував їм переселитися до Іспанії — з огляду на загрозу їхньому місту з боку лідійців.